# Пасхалова-Мордовцева Анна Никанорівна
Пасхалова-Мордовцева Анна Никанорівна (уроджена Залєтаєва, 1823—1885) — російська поетеса, письменниця та етнограф.

## Життєпис
Народилася в Саратові 27 вересня (9 жовтня) 1823 року в дворянській сім'ї Залєтаєвих. Її батько, Никанор Петрович, служив в Саратовській конторі опікунства іноземних поселенців, потім — в Казенній палаті.
Батьки дали дочці гарну домашню освіту. Дитинство і юність Анни пройшли в будинку матері, де збирався гурток міської демократичної інтелігенції. З 1842 року вона почала писати вірші і статті під псевдонімом А. Б-цъ.
Заміж вийшла в 16 років за директора Сенатській друкарні Никандра Васильовича Пасхалова, з яким жила в Петербурзі. У шлюбі народилися п'ятеро дітей — Віктор, Клавдій, Олександр, Михайло, Наталія. Никандр Васильович помер в 1853 році, і Анна Никанорівна повернулася до Саратова, де через рік вийшла заміж за письменника та історика Данила Лукича Мордовцева. Протягом ряду років Анна була найближчою помічницею в його літературній діяльності. Але і цей союз розпався в кінці 1860-х років.
Залишок життя Пасхалова-Мордовцева усамітнено провела в Саратові, зрідка наїжджаючи до Петербурга і Варшаву — до дітей. Писала вірші, в 1877 році опублікувала віршований збірник «Відлуння життя». Також присвятила себе етнографічним дослідженням, в результаті нею були складені і видані «Билини і пісні, записані в Саратові» і «Російські народні пісні, зібрані в Саратовській губернії» (спільно з М. І. Костомаровим).